# Den trojanske krig
Den trojanske krig var en græsk belejring og erobring af byen Troja, som er skildret i Homers digte Iliaden og Odysseen.
Kilderne er så sagnagtige, at mange historikere anså krigen for opspind; i dag mener historikere, at der ligger historiske begivenheder bag beretningerne om Troja i Lilleasien.

## Krigen bryder ud
Da Thetis og Peleus blev gift, inviterede de naturligvis guderne fra Olympen, men glemte (måske helt bevidst) skænderiernes gudinde, Eris. Hun kom alligevel og skrev på et æble "Til den skønneste gudinde" og kastede det ind i forsamlingen. Her var både Pallas Athene, Hera og Afrodite, der hver især mente, at de var den smukkeste.
For at afgøre, hvem af dem der var den skønneste, blev der afholdt en konkurrence, og prins Paris fra nabobjerget blev valgt til dommer. Alle tre gudinder ville sikre sig sejren og tilbød Paris bestikkelse. Athene tilbød ham visdom, Hera magt og Afrodite jordisk kærlighed (sex). Paris valgte kærligheden og dermed Afrodite som den skønneste. Han fik nu frit valg blandt alle kvinder på jorden. Han valgte den skønne Helena.
Ønsket opfyldtes, men Helena var uheldigvis allerede gift med kongen af Sparta, Menelaos. Det medførte problemer for Troja: Da Helena inden ægteskabet skulle vælge mellem sine bejlere, fik hendes far dem alle til at sværge, at uanset hvem hun valgte, skulle de andre beskytte hendes ægteskab. Da prins Paris bortførte hende til Troja, tvang Menelaos de andre konger til at holde deres løfte.
Efter nogle år var flåden samlet og på vej mod Troja under ledelse af kongen af Mykene, Agamemnon,  Menelaos' storebror.

## Krigen
Krigen varer i alt i ti år med mange fejder mellem grækerne i almindelighed og mellem kong Agamemnon og Achilleus i særdeleshed. Trojanerne drager dog ikke fordel af disse fejder, fordi Hektor dræber Achilleus' bedste ven og væbner Patroklos, der er forklædt som Achilleus. Drabet på Patroklos vækker en frygtelig vrede hos Achilleus, der til sidst dræber Hektor og slæber hans lig tre gange rundt om byen Troja. Achilleus nægter at udlevere Hektors lig, men får til sidst medlidenhed med trojanerne, da deres konge og Hektors far, Priamos, opsøger Achilleus og trygler om sin søns lig.
I krigens 10. år får Odysseus ideen til den trojanske hest: Grækerne bygger en kæmpe træhest med en hul krop, hvor 100 af de bedste spartanske krigere gemmer sig. De andre grækere rydder lejren og sejler ud af syne; tilbage står den kæmpe træhest. Trojanerne spekulerer over, hvad meningen er med hesten, men til sidst bliver de enige om, at grækerne har opgivet og givet træhesten som hyldest. Den eneste, der fatter mistanke til, at hesten bliver Trojas undergang, er kongens datter, den synske Kassandra. Men ingen tror hende, det er hendes forbandelse, og de tror, at krigen endelig er slut. Trojanerne trækker hesten ind i Troja, og de må endda rive noget af bymuren ned for at få den ind.
Om natten sniger de græske soldater sig ud af hesten, åbner byporten og giver signal til deres kampfæller. Snart er den græske hær gået i land og står i hjertet af Troja. Trojanerne har fejret sejren voldsomt, så fjenden kan let indtage byen og brænder den ned til grunden.

## Hjemturen
Mange af de græske konger vender først hjem efter mange år – eller aldrig.
Kong Aias eller "vilde Aias" vender aldrig hjem. Han begår selvmord, da Odysseus arver Achilleus' rustning i stedet for Aias.
Agamemnon bliver dræbt hjemme af sin kone Klytaimnestra og hendes elsker, Agamemnons fætter Aigithos.
Odysseus bruger ti år på at komme hjem. Både fordi han vækker Poseidons vrede pga. sin rolle i Trojas nederlag, og fordi han blinder Poseidons søn, kyklopen Polyfem. Derfor flakker Odysseus rundt på de græske have i ti år og kommer både til guden Aiolos' hjem, til underverdenen, til troldkvinden Kirke og til Telepylos, hvor han mister alle sine skibe på nær ét. Han passerer Skylla og Karybdis, Sirenerne, guden Helios' døtre og nymfen Kalypso, der holder ham som sexslave i syv år og kun lader ham gå på Zeus' bud. Til sidst kommer han hjem og genforenes dramatisk med sin søn Telemakos og sin tro hustru Penelope.

## Anvendelse af populærkulturen
Jaques Offenbach har brugt stoffet i en satirisk operette "Den skønne Helene", der satiriserer over Napoleon den 3.'s Frankrig.
Eva Hemmer Hansen har skrevet romanen "Skandale i Troja og Efter Trojas fald" (1964).